# 페르킨수스과
페르킨수스과(Perkinsidae)는 와편모충문의 자매군인 페르킨수스아문 또는 페르킨수스문(Perkinsozoa)에 속하는 원생생물과의 하나이다. 굴 또는 바지락 등의 연체동물에 기생하는 페르킨수스속 등을 포함하고 있다.

## 하위 분류
2개 속으로 이루어져 있다.
- 파르빌루키페라속 (Parvilucifera)[2]
  - Parvilucifera infectans
  - Parvilucifera prorocentri
  - Parvilucifera sinerae

- 페르킨수스속 (Perkinsus)
  - Perkinsus beihaiensis
  - Perkinsus chesapeaki
  - Perkinsus honshuensis
  - Perkinsus marinus
  - Perkinsus mediterraneus
  - Perkinsus olseni